# Saqueo de Palermo
El Saqueo de Palermo o scempio en italiano es el término popular para el auge de la construcción que provocó la destrucción del cinturón verde de la ciudad y de las villas que habían simbolizado un gusto por la arquitectura, para dar paso a una invasión de cemento y de bloques de apartamentos de mala calidad. Mientras tanto, el centro histórico de Palermo, severamente dañado por la invasión aliada de Sicilia en 1943, se desmoronaba. El bombardeo condenó a cerca de 150.000 que vivían en barrios marginales lleno de gente e incluso cuevas.

## Antecedentes
Entre 1951 y 1961 la población de Palermo había aumentado en 100.000 habitantes, causado por una rápida urbanización de Sicilia después de la Segunda Guerra Mundial. La reforma agraria y la mecanización de la agricultura crearon un éxodo masivo de campesinos y los propietarios rurales trasladaron su inversión en bienes inmuebles de naturaleza urbana. Esto condujo a un auge de la construcción no regulada y descapitalizada desde 1950 hasta mediados de 1980 que se caracterizó por una participación agresiva de los mafiosos en la especulación inmobiliaria y la construcción. Los años 1957 a 1963 fueron el punto más alto en la construcción privada, seguida en los años 1970 y 1980 por un mayor énfasis en las obras públicas. De una ciudadanía de 503.000 en 1951, Palermo aumentó a 709.000 en 1981, un aumento del 41 por ciento.
Más grave que la destrucción de la antigua ciudad causada por la guerra fue la decisión política de alejarse de su restauración en favor de la construcción de una "nueva Palermo". En un primer momento se concentró en el extremo norte, más allá de la barriada de estilo Art Nouveau del siglo XIX. Posteriormente se propagó a otras zonas al oeste y el sur, encerrando los huertos, villas y aldeas de la Conca d’Oro, acelerando la invasión de cemento de las zonas que antes eran verdes.
El furor por la construcción era descontrolado. Se ensanchó la ciudad a lo largo de Viale della Libertà hacia el nuevo aeropuerto de Punta Raisi. Con gran celeridad se redactaron variaciones de zonificación o se produjeron violaciones arbitrarias de la ley del suelo; los constructores demolieron innumerables  palacios al estilo art déco y asfaltaron muchos de los mejores parques de la ciudad, transformando una de las más bellas ciudades de Europa en un bosque espeso, inundado de cemento. Uno de los edificios más importantes del gran arquitecto siciliano Ernesto Basile fue arrasado en medio de la noche, horas antes de que permaneciera al amparo de las leyes de preservación histórica.

## Implicación de la Mafia
El punto culminante del saqueo ocurrió cuando el democratacristiano Salvo Lima era alcalde de Palermo (1958-1963 y 1965-1968) y Vito Ciancimino asesor de obras públicas. Apoyaron a empresarios de la construcción ligados a la mafia como Francesco Vassallo, el más importante de Palermo de esa época, un antiguo camionero del transporte de arena y piedras de un barrio pobre de Palermo. Vassallo tenía vínculos con mafiosos como Angelo La Barbera y Tommaso Buscetta. En cinco años, se concedieron más de 4.000 licencias de construcción, unas 2,500 a tres pensionistas que no tenían ninguna relación con el mundo de la construcción.
Promotores inmobiliarios en colusión con la mafia no tenían miedo en usar tácticas de mano dura para intimidar a los propietarios a vender o para despejar el camino en beneficio de sus proyectos. La Comisión Antimafia redactó:
Fue en Palermo, en particular, que el fenómeno de la construcción ilegal adquirió dimensiones tales que no dejan lugar a dudas acerca de la insidiosa penetración de la mafia en la administración pública. La gestión administrativa del Ayuntamiento de Palermo alcanzó niveles sin precedentes de la deliberada falta de observación de la ley en torno a 1960.